# 岡田時太郎
岡田 時太郎（おかだ ときたろう、1859年9月13日（安政6年8月17日） - 1926年（大正15年）6月5日）は、日本の建築家。同郷でもある辰野金吾の門下生で、茨城県牛久市にあるシャトーカミヤや、長野県軽井沢町の旧三笠ホテル（いずれも国の重要文化財）の設計を手がけた。

## 生涯

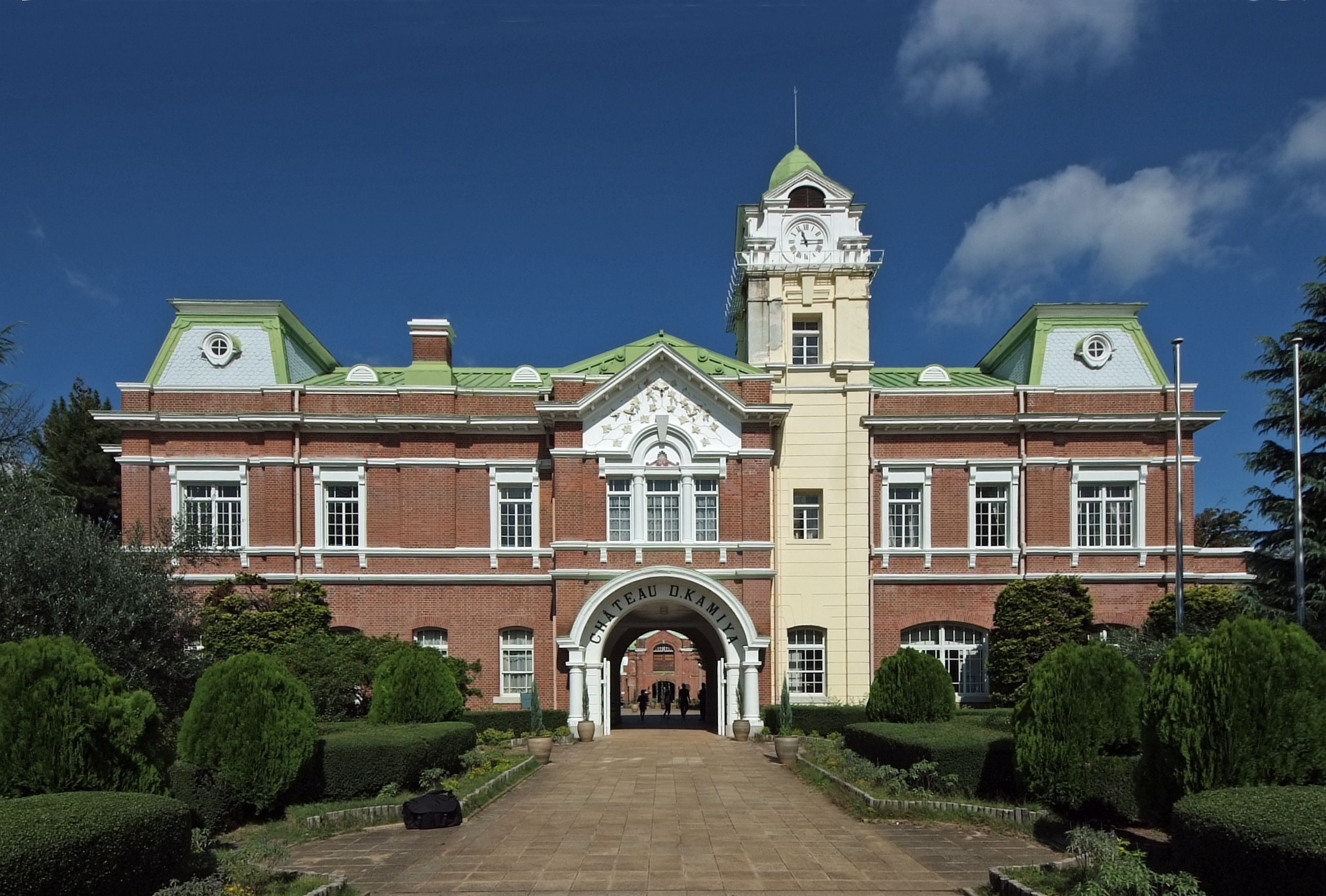
シャトーカミヤ本館（事務室）

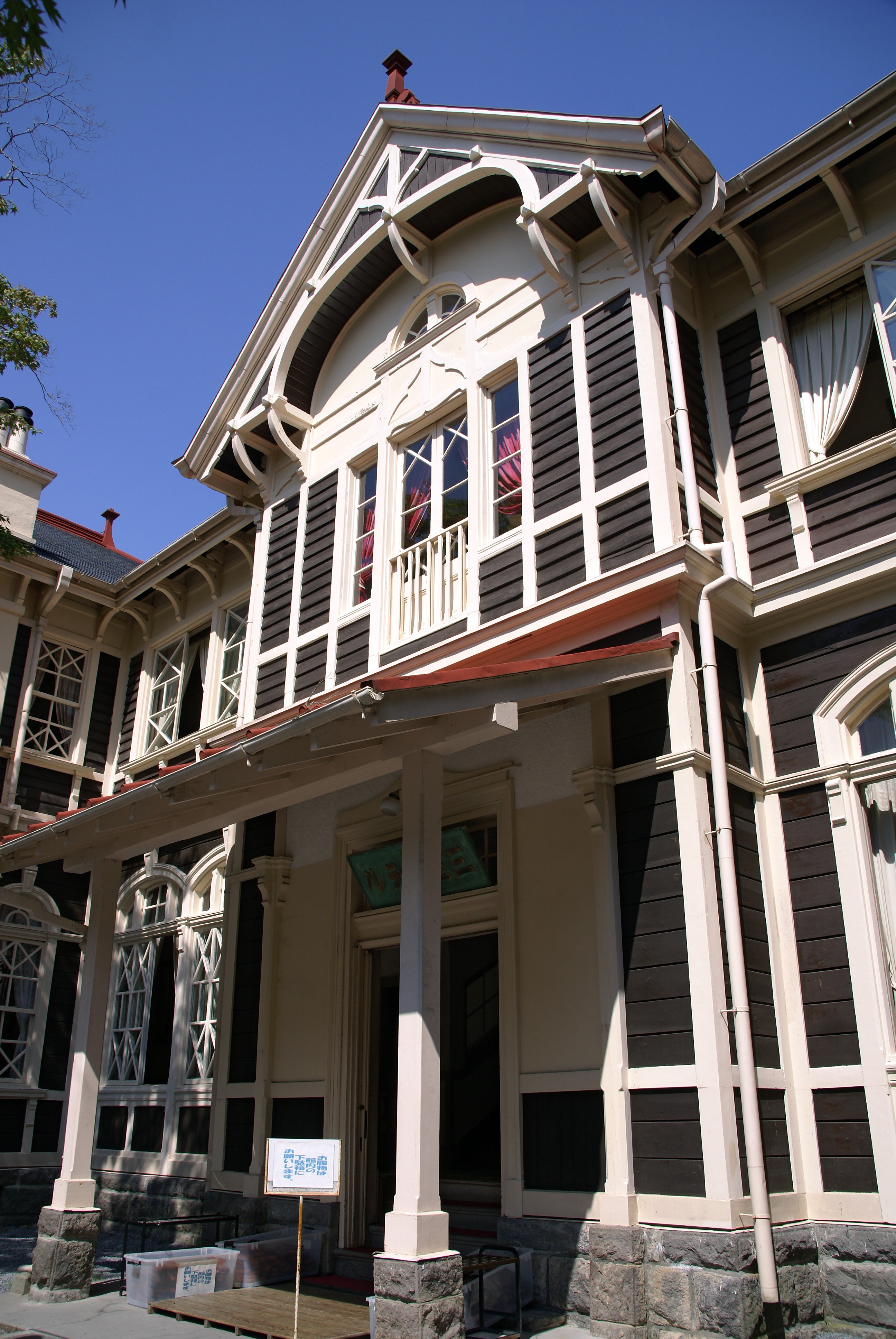
旧三笠ホテル

唐津藩下に、辰野金吾生家のすぐ近くで生まれ育つ。1872年（明治5年）、唐津藩が設置した英語学校である耐恒寮に入学し、3年間英語を学ぶ。
1875年12月に大阪の英学校へ進学、翌1876年3月に造幣寮附属日進学校に入学した。日進学校では4年英語を勉強する。在学中の1876年5月に造幣寮に入官し、文書課詰となる。1877年10月に造幣局（この年1月11日に造幣寮より改称）貯蔵掛に移る。
1879年2月に造幣局を依頼免職し、官設鉄道（当時は工部省鉄道局）の試験に合格、工技生として神戸鉄道局機械工場詰となる。同年5月、汽車掛（機関士）のイギリス人ヘンリー・フォスターに付く汽車火焚運転技術見習い（機関助士）となった。
1880年5月、大阪梅田停車場建築課の所属となり、近畿地方の官設鉄道土木工事に携わる。1882年11月から、長谷川謹介が率いる柳ヶ瀬トンネル建設に従事する。トンネルが竣工すると、1884年4月に敦賀金ヶ崎駅建築課の所属となった。1885年6月に淀川洪水が起きると、7月に線路修築係に移り、ポーナルの指導を受けた。11月2日に官設鉄道を依願退職する。
上京し、11月14日に東京大学の雇員となり、山口半六のもとで理科大学化学実験場の新築工事に従事した。1886年2月19日、辰野金吾建築事務所に開設と同時に入所。岡田は事務所で唯一の所員だった。『工学博士辰野金吾伝』（1926年）によると、化学実験場の建設現場で、隣接する工科大学の建設に携わっていた辰野と再会し、「俺の方に加勢に来ぬか」と招かれたという。3月11日には文部省会計局化学実験場新築担任兼帝国大学工科大学建築掛となる。
1888年8月、文部省を依願退職後、日本銀行本店の建築調査に渡欧する辰野金吾に同行して日本を出発。12月にロンドン大学造家学科に聴講生として入学した。土木建築請負会社ウィルヤム・キュービットに入り工事の研修を受ける。1889年6月、ロンドン大学造家学科を終了し、同年10月帰国した。
帰国後の1890年9月に日本銀行本店の建築技師となる（1895年12月まで）。日銀本店建築技師を離れた後は、個人の建築技師として岡山市共立絹糸紡績工場（1896 - 1897年）、小名木川綿布会社の建設に関わる。1898年8月には再び文部省の嘱託として、帝国図書館（現・国際子ども図書館、1903年竣工）、東京帝国大学医科大学医院内科外科教室及び病室の改築に携わる。
1899年2月、自身の事務所である岡田工務所を東京で開設する。1900年に、文部省総務局建築課付として高等師範学校の改築に関わり、1903年にシャトーカミヤ、1905年に軽井沢の三笠ホテルを手がけている。1904年から1905年まで、河村組の建築部長も兼任した。
岡田は日露戦争中の1905年6月から満洲軍倉庫嘱託を務め、同年10月に岡田工務所を閉鎖した。日露戦争後の1906年4月に満洲軍嘱託を辞すると、5月に日本の租借地となった関東州大連市に改めて岡田工務所を設立した。この満州進出は、三井財閥とのつながりによるものと推測されている。
1908年に辰野金吾、曽禰達蔵の推薦により建築学会正会員へ入会した。1914年（大正3年）東京市芝区へ拠点を戻し、1916年（大正5年）に大連へ移している。
大連においては大連牛乳株式会社取締役、東洋石材株式会社取締役、大連土木建築株式会社社長、関東木材株式会社社長、大連澱粉株式会社取締役、庶民銀行の理事を務めた。1926年6月5日、大連で死去。

## 栄典
- 1908年（明治41年）4月:明治三十七八年従軍紀章

## 主な作品

### 設計
| 建造物名                                   | 現況               | 年                 | 所在地         | 指定       | 備考 |
| ------------------------------------------ | ------------------ | ------------------ | -------------- | ---------- | ---- |
| 旧第三国立銀行松江支店                     | 現：かげやま呉服店 | 1902年（明治35年） | 島根県松江市   |            |      |
| 旧牛久醸造場 事務室 (本館)・発酵室・貯蔵庫 | 現：シャトーカミヤ | 1903年（明治36年） | 茨城県牛久市   | 重要文化財 |      |
| 旧三笠ホテル                               |                    | 1905年（明治38年） | 長野県軽井沢町 | 重要文化財 |      |

### 現場監督
- 日本銀行本店本館（東京都中央区、国の重要文化財）
- 旧帝国図書館（現・国際子ども図書館、東京都台東区）